# Gęśnica alpejska
Gęśnica alpejska (Calocybe alpestris (Britzelm.) Singer) – gatunek grzybów z rodziny kępkowcowatych (Lyophyllaceae).

## Systematyka i nazewnictwo
Pozycja w klasyfikacji według Index Fungorum: Calocybe, Lyophyllaceae, Agaricales, Agaricomycetidae, Agaricomycetes, Agaricomycotina, Basidiomycota, Fungi.
Po raz pierwszy opisał go w 1891 r. Max Britzelmayer, nadając mu nazwę Agaricus alpestris. W 1962 r. Rolf Singer przeniósł go do rodzaju Calocybe. Pozostałe synonimy:
- Calocybe alpestris (Britzelm.) Singer 1943
- Clitocybe alpestris (Britzelm.) Lapl. ex Sacc. 1895
- Lyophyllum alpestre (Britzelm.) Huijsman 1956
- Rugosomyces alpestris (Britzelm.) Bon 1991
- Tricholoma alpestre (Britzelm.) Pilát 1951

Nazwę polską zaproponował Władysław Wojewoda w 2003 r.

## Występowanie i siedlisko
Gatunek bardzo rzadki. W Polsce do 2003 r. podano jedno tylko stanowisko (Andrzej Nespiak w Tatrzańskim Parku Narodowym). Napisał, że znalazł jeden okaz przy ścieżce w drodze na szczyt Jatek w słowackich Tatrach Bielskich (na wysokości około 1960 m). Do 2024 r. nie podano w Polsce nowych stanowisk. Trudno też znaleźć cokolwiek o tym gatunku na internecie.
Naziemny grzyb saprotroficzny.